# Bachiry
Bachiry – dawna kolonia. Tereny na których leżała znajdują się obecnie na Białorusi, w obwodzie witebskim, w rejonie szarkowszczyńskim, w sielsowiecie Radziuki.

## Historia
W czasach zaborów wieś w gminie Ihumenowo, w powiecie dzisieńskim, w guberni wileńskiej Imperium Rosyjskiego. Pod koniec XIX był własnością książąt Puzynów.
W latach 1921–1945 wieś a następnie kolonia leżała w Polsce, w województwie wileńskim, w powiecie dziśnieńskim, w gminie Hermanowicze.
Według Powszechnego Spisu Ludności z 1921 roku zamieszkiwały tu 93 osoby, 1 była wyznania rzymskokatolickiego a 92 prawosławnego. Jednocześnie 91 mieszkańców zadeklarowało białoruską a 2 inną przynależność narodową. Było tu 15 budynków mieszkalnych. W 1931 w 21 domach zamieszkiwało 108 osób.
Wierni należeli do parafii rzymskokatolickiej w Hermanowiczach i prawosławnej w Łużkach. Miejscowość podlegała pod Sąd Grodzki w Głębokiem i Okręgowy w Wilnie; właściwy urząd pocztowy mieścił się w Hermanowiczach.